# Théâtre de l'Atelier
Pour les articles homonymes, voir Théâtre de l'Atelier (Genève), L'Atelier et Atelier (homonymie).
Le théâtre de l’Atelier est un théâtre privé situé à Montmartre, 1, place Charles-Dullin dans le 18e arrondissement de Paris.

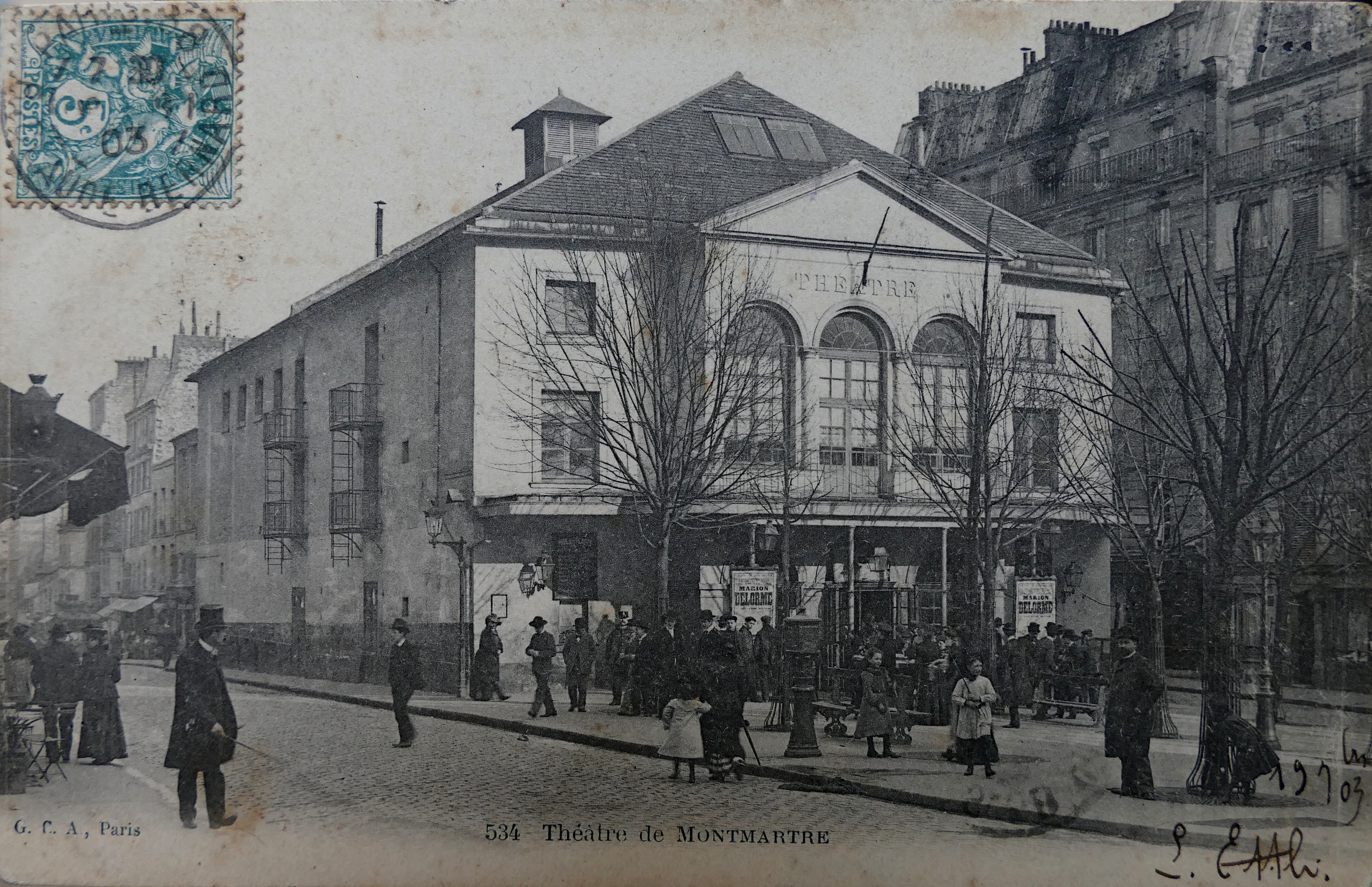
Le Théâtre vers 1900 sur une carte postale.

## Histoire
Inaugurée le 23 novembre 1822 sous le nom de « théâtre des Jeunes Élèves », puis « théâtre Montmartre », cette salle fut l’une des premières construites à l'instigation de Pierre-Jacques Seveste, détenteur des privilèges d’exploitation des théâtres de « banlieue » qui firent édifier également le théâtre Montparnasse, le théâtre des Batignolles et le théâtre de Belleville. L'édifice a été construit d'après les plans dessinés par l'architecte Louis-Pierre Haudebourt. La décoration a été réalisée par Pierre Cicéri et Évariste Fragonard.
À la mort de leurs parents, Jules et Edmond Seveste héritent du privilège jusqu’en 1849. Après eux, diverses directions se succèdent : comédie, vaudeville, drame, mélodrame et opérette alternent au rythme des saisons et des goûts. D’illustres acteurs débutent sur cette scène.
En 1913, le théâtre Montmartre cesse provisoirement de servir l’art dramatique et lyrique pour devenir un cinéma : le Montmartre.
En 1922, ce cinéma ayant fermé ses portes, le comédien et metteur en scène Charles Dullin rachète la salle, la rebaptise Théâtre de l’Atelier et en devient directeur. Souhaitant faire de ce théâtre un lieu d’excellence et de recherche théâtrales, il précise que son théâtre sera celui « de la poésie et de la réflexion » et y met en scène en 1922-1923 Antonin Artaud dans des décors d'André Foy avec La Mort de Souper de Roger Sémichon d'après Nicole de La Chesnaye. En 1922 il met aussi en scène Antigone avec des grands noms de l'art contemporain : Cocteau signe l'adaptation, Honegger la musique, Picasso les décors et Chagal les costumes.
Jusqu’en 1940, Dullin révèle de nombreux auteurs dont Marcel Achard, Alexandre Arnoux et Bernard Zimmer et permet la confirmation de tempéraments dramatiques comme ceux de Jules Romains, Armand Salacrou ou Jean Cocteau.
En 1940, Charles Dullin, cherchant un cadre plus vaste, appelle son ancien collaborateur André Barsacq à lui succéder.
André Barsacq dirige le théâtre de 1940 à 1973. Il y crée entre autres des pièces de Paul Claudel, Nicolas Gogol, Ugo Betti, Jean Anouilh, Marcel Aymé, Félicien Marceau, Françoise Sagan, René de Obaldia, Friedrich Dürrenmatt, Luigi Pirandello… Il révèle, de nombreux comédiens dont Suzanne Flon, Brigitte Bardot, Delphine Seyrig, Jean-Paul Belmondo ou Michel Bouquet.
Le théâtre, la place, la salle, la scène, les coulisses, les loges, servent de cadre au film Le Rideau rouge, réalisé par André Barsacq qui en a écrit le scénario avec Jean Anouilh, et interprété par Michel Simon, Pierre Brasseur et Monelle Valentin.
En 1974 une direction collégiale s’installe pour deux ans entre Pierre Franck, Michel Fagadau, Loïc Volard et Jean-Claude Houdinière.
De 1976 jusqu’en décembre 1998, Pierre Franck dirige l’Atelier avec son épouse Danièle Franck. Il y poursuit son travail de metteur en scène et maintient une grande qualité dans le choix du répertoire (Pirandello, Ionesco, Beckett, Thomas Bernhard, Strindberg…) et des comédiens Michel Bouquet et Laurent Terzieff.
Laura Pels une riche productrice de théâtre et mécène achète en 1998 le théâtre de l’Atelier et le dirige de janvier 1999 à janvier 2015. Le metteur en scène Didier Long lui a succédé début 2015.
En janvier 2019, Marc Lesage reprend la direction du théâtre. Comédien et metteur en scène de formation, Marc Lesage a successivement dirigé le Centre Culturel de Courbevoie, le Théâtre de Beauvais, L'Avant-Seine/Théâtre de Colombes et Les Célestins-Théâtre de Lyon. 
La capacité actuelle du Théâtre de L'Atelier est de 563 places. Il fait l’objet d’une inscription au titre des monuments historiques depuis le 22 mars 1965 et est un des rares théâtres parisiens du XIXe siècle encore en activité aujourd'hui.